# Nueva Tradición Kadampa
La Nueva Tradición Kadampa (NTK) o New Kadampa Tradition (NKT) fue fundada en el Reino Unido en 1991 por el maestro tibetano Gueshe Kelsang Gyatso.La NTK es la adaptación al mundo occidental de la tradición Nuevo Kadampa o Gelug fundada por el gran maestro Yhe Tsongkhapa en el siglo XV. La NTK es una tradición budista mahayana sin ninguna afiliación política y cuenta con una organización internacional sin ánimo de lucro. Su sede se encuentra en el Centro de Meditación Manyushri, ubicado en Inglaterra. En este centro es donde Gueshe Kelsang Gyatso vivió y enseñó a lo largo de más de 30 años, donde se fundó la NTK, se estableció la editorial Tharpa y donde se inauguró el Proyecto Internacional de Templos (ITP, por sus siglas en inglés).Una comunidad de más de 100 residentes vive en Manjushri prestando su ayuda a los proyectos internacionales que apoyan el desarrollo de la NTK en todo el mundo. 
LOS GRANDES MAESTROS KADAMPAS
Después de Atisha, el linaje kadampa se transmitió de manera pura a través de una sucesión de maestros kadampas, como Dromtompa, Gueshe Potoua, Gueshe Sharaua, y Gueshe Chekhaua. Los maestros kadampas eran famosos por ser grandes eruditos y practicantes espirituales puros y sinceros. En especial hicieron hincapié en la práctica del adiestramiento de la mente (tib.: Loyong), con la que podemos transformar todas nuestras experiencias de la vida diaria y, en particular, nuestros problemas, sufrimientos y dificultades, en el camino espiritual.
LOS NUEVOS KADAMPAS
El linaje Kadampa ha sido transmitido de generación en generación hasta el siglo XIV cuando llegó al gran maestro budista Yhe Tsongkhapa. Yhe Tsongkhapa clarificó todas las enseñanzas del Dharma Kadampa creado por Atisha en el siglo XI, haciéndolas accesibles a las personas de aquellos tiempos. En particular, enseñó cómo combinar el Lamrim y el Loyong con el Mahamudra tantra en una práctica diaria unificada.As í como la unión del estudio y la práctica del sutra fue el distintivo de los primeros kadampas, la unión del sutra y del tantra es el de los nuevos kadampas, como se conocen los seguidores de Yhe Tsongkhapa. A esta unión del sutra y del tantra se le llama Nuevo Kadampa y con ello da inicio a la tradición más reciente del budismo tibetano, la tradición Gelup que, alternativamente, se conoce como Nuevo Kadampa.  
BUDISMO KADAMPA MODERNO
Después de Yhe Tsongkhapa, el nuevo linaje Kadampa floreció durante cientos de años hasta hoy día. En los últimos años, ha sido difundido extensamente por todo el mundo por el maestro budista contemporáneo, el venerable Gueshe Kelsang Gyatso. Al fundar la Nueva Tradición Kadampa, la Unión Internacional de Budismo Kadampa, Gueshe Kelsang Gyatso creó una infraestructura global para la preservación y promoción del budismo kadampa para las generaciones venideras.

## Etimología
La palabra Kadampa está formada por tres sílabas, cada una con un significado propio:
- Ka: Las 84,000 enseñanzas de Buda Shakyamuni
- Dam: El resumen de las 84,000 enseñanzas en 21 meditaciones, realizado por Atisha.
- Pa: El practicante sincero de estas 21 meditaciones.

Por lo tanto, los practicantes de budismo Kadampa integran en el Lamrim todas las enseñanzas de Buda que han aprendido tomándolas como consejo personal y practicándolas con el propósito de alcanzar la iluminación para beneficio de todos los seres sintientes. 

## Historia
A la muerte de Buda Shakyamuni (nombre laico Siddharta Gautama) en el año 368 AC, sus enseñanzas, el Dharma, se fueron extendiendo por diversos lugares, el Tíbet entre ellos. En el Tíbet, a lo largo del tiempo, se generaron 4 tradiciones: Nyingma (siglo VIII), Kagyu (siglo IX), Sakya (siglo XI) y Nuevo Kadampa (siglo XIV) también llamada Gelug.Yhe Tsongkhapa fue el maestro que fundó la escuela Nuevo Kadampa que surge de la escuela Kadampa fundada por Atisha, maestro bengalí del siglo XI. La distinción entre las escuelas Kadampa y Nuevo Kadampa radican en que la primera se centra en el estudio y práctica del sutra mientras que la segunda lo hace en la combinación del sutra y del tantra.   
La NTK se fundó en 1991 por el maestro tibetano, el venerable Gueshe Kelsang Gyatso. Es una escuela que busca preservar y difundir el nuevo Budismo Kadampa fundado por Yhe Tsongkhapa. El pequeño Lobsang Chuponpa (su nombre laico) nació en el Tíbet un 4 de junio de 1931 y, con tan solo 8 años, fue ordenado monje budista, recibiendo el nombre Kelsang Gyatso que significa “Oceáno de Buena Fortuna”. Desde ese momento, inició su profundo estudio del Dharma en los centros monásticos más importantes del Tíbet llegando a obtener el título de Gueshe, cuyo significado es "Gue : Virtud" y "She : Saber". Gueshe, por lo tanto, significa "el que conoce la virtud, que sabe lo que debe practicarse y lo que debe abandonarse". Pasó 18 años de su vida en retiros de meditación a los pies del monte Himalaya, bajo la tutela de su maestro y guía espiritual Triyhang Rimpoché. Hacia el año 1959 tuvo que emigrar del Tíbet hacia la India debido a la ocupación del gobierno comunista chino y ahí vivió durante 17 años en un monasterio de la ciudad llamada Buxar. En 1977 migró a Inglaterra para impartir enseñanzas en el Instituto Manjushri y, fue en 1991, cuando fundó la NTK. 
La NTK es una escuela de budismo mahayana, esto es, la rama que busca alcanzar la iluminación no para el logro de la felicidad y cesación de todo sufrimiento propios, sino lograrla para ayudar a que todos los seres sintientes también la obtengan. El budismo kadampa ama y respeta a todas las escuelas budistas sin excepción. No pretende ser dueña de "las únicas y válidas enseñanzas de Buda", sino que entiende que todas las escuelas budistas se fundamentan en las cuatro nobles verdades y que cada una estudia y practica el dharma dando énfasis particulares. El énfasis de la NTK se centra en el estudio y práctica del sutra y del tantra. 
Gueshe Kelsang Gyatso, fundador de la NKT, es autor de profundos libros de budismo que, en esencia, no son sino comentarios a las enseñanzas de Yhe Tsongkhapa. Comentarios hechos con destreza para facilitar el entendimiento de los occidentales. Estos libros, publicados por la editorial Tharpa, son:

### Libros básicos sobre budismo y meditación
- 2001 – Introducción al budismo: una presentación del modo de vida budista. ISBN 978-84-920943-6-3
- 2005 – Nuevo manual de meditación: meditaciones para una vida feliz y llena de significado. ISBN 978-84-933148-5-9
- 2009 – Cómo solucionar nuestros problemas humanos. ISBN 978-84-936169-3-9
- 2011 – Budismo moderno. ISBN 978-84-937043-3-9
- 2015 – Nuevo ocho pasos hacia la felicidad. ISBN 978-84-18368-06-6
- 2017 – Cómo transformar tu vida. ISBN 978-84-16472-49-9
- 2019 – El espejo del Dharma : cómo descubrir el verdadero significado de la vida humana. ISBN 978-84-17112-68-4

### Libros de Nivel Intermedio sobre Budismo y Meditación
- 1996 – El camino gozoso de buena fortuna. ISBN 978-84-920943-1-8
- 1996 – Compasión universal. ISBN 978-84-920943-2-5
- 2001 – Tesoro de contemplación. ISBN 978-84-933148-0-4
- 2004 – Guía de las obras del Bodhisatva. ISBN 978-84-933148-2-8
- 2005 – Una vida con significado, una muerte gozosa. ISBN 978-84-933148-4-2
- 2006 – Gema del corazón. ISBN 978-84-933148-7-3
- 2008 – El voto del Bodhisatva. ISBN 978-84-936169-0-8
- 2013 – Nuevo corazón de la sabiduría. ISBN 978-84-15849-24-7
- 2014 – Cómo comprender la mente. ISBN 978-84-15849-75-9
- 2018 – Océano de néctar. ISBN 978-84-17112-64-6

### Libros sobre Tantra
- 1989 – La luz clara del gozo. ISBN 978-84-85151-66-0
- 1997 – Guía del paraíso de las Dakinis. ISBN 978-84-920943-3-2
- 1998 – Caminos y planos tántricos. ISBN 978-84-920943-4-9
- 2006 – Mahamudra del Tantra. ISBN 978-84-933148-6-6
- 2007 – Esencia de vajrayana.  ISBN 978-84-933148-8-0
- 2016 – Las instrucciones orales del Mahamudra: la esencia misma de las enseñanzas de Buda sobre el Sutra y el Tantra. ISBN 978-84-16472178
- 2020 – Gran tesoro de méritos. ISBN 978-8418368868

En 2003 se le agregó al nombre las palabras "International Kadampa Buddhist Union" (IKBU) quedando este como el nombre oficial.
En 2022, la NTK contaba con más de 2,000 centros de budismo y grupos de meditación distribuidos en más de 40 países.